# (887) Alinda
(887) Alinda es un asteroide perteneciente a los asteroides Amor descubierto el 3 de enero de 1918 por Maximilian Franz Wolf desde el observatorio de Heidelberg-Königstuhl, Alemania.
Lleva el nombre de un personaje de la mitología aborigen australiana o el de una antigua ciudad de Asia Menor.